# 노면전차

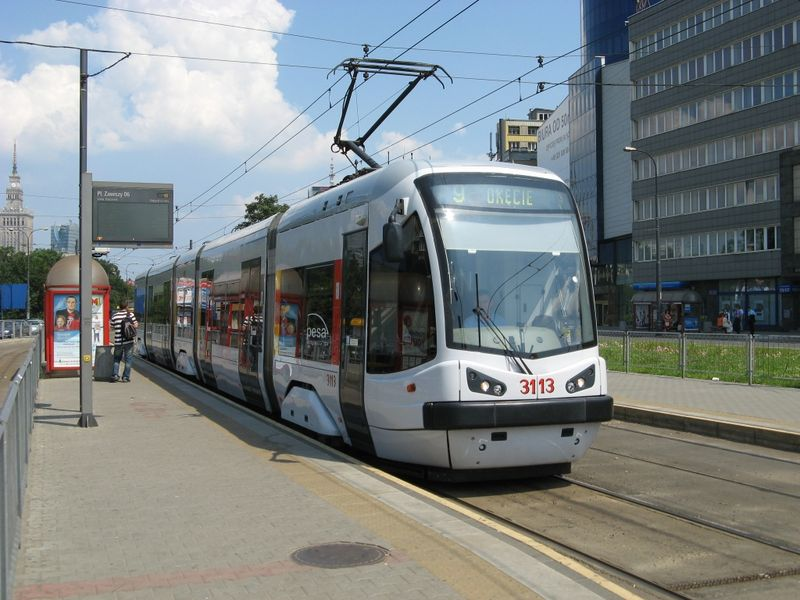
노면전차

노면전차(路面電車), 시가전차(市街電車), 또는 트램(영어: tram, tramcar, trolley 또는 streetcar, electric street railways)은 교통수단의 하나로, 주로 도로상에 부설된 레일을 따라 움직이는 전동차를 일컫는다.

## 개요

### 유럽의 전차
독일, 러시아, 우크라이나를 비롯한 세계 약 50개국의 약 400도시에 존재한다. 도시 내 및 그 근교에서 여객의 이동 수단으로서 이용되고 있는 것이 많다. 현재의 일본에서는 약 20개소에서 노면 전차가 존재하고 있다. 노선은 일반적으로 노면을 주행하지만, 교외에서는 별개의 전용 궤도를 마련하는 경우가 많다. 한편, 시가지에 있어도 지하화 혹은 고가화로 도로와의 분리를 도모한 구간도 많지만 20세기말 이후는 반대로 노면으로부터 승강할 수 있는 것이 평가되어 유럽을 중심으로 보급되어 있다.

### 대한민국과 조선민주주의인민공화국
남한에서는 경성전차가 1899년 5월 20일에 서울 서대문-청량리 구간에 처음 개통된 뒤 사대문 안을 중심으로 연결되었고, 부산에도 건설되었다. 경성전차는 1910년 이후 용산, 원효로, 왕십리, 영천, 노량진 등 외곽지대로 확장되었으며 1941년에는 창경원-돈암동 네거리까지 연장되었다.
그러나 광복 이후 자동차를 필두로 한 교통량의 증가로 1968년 버스로 대체 모두 폐기되어, 노면전차는 자취를 감추었지만, 성남시, 위례신도시, 수원시, 대전광역시에서 노면전차가 부활할 예정이다.
북한에서는 일제강점기 초반 평양에 평양 궤도전차가 건설되었다. 이후 폐지되었다가, 1991년에 부활되었고 이는 오늘날에도 주요 교통수단 중의 하나이다. 청진의 경우, 1999년도부터 노면 전차가 운행되고 있다.

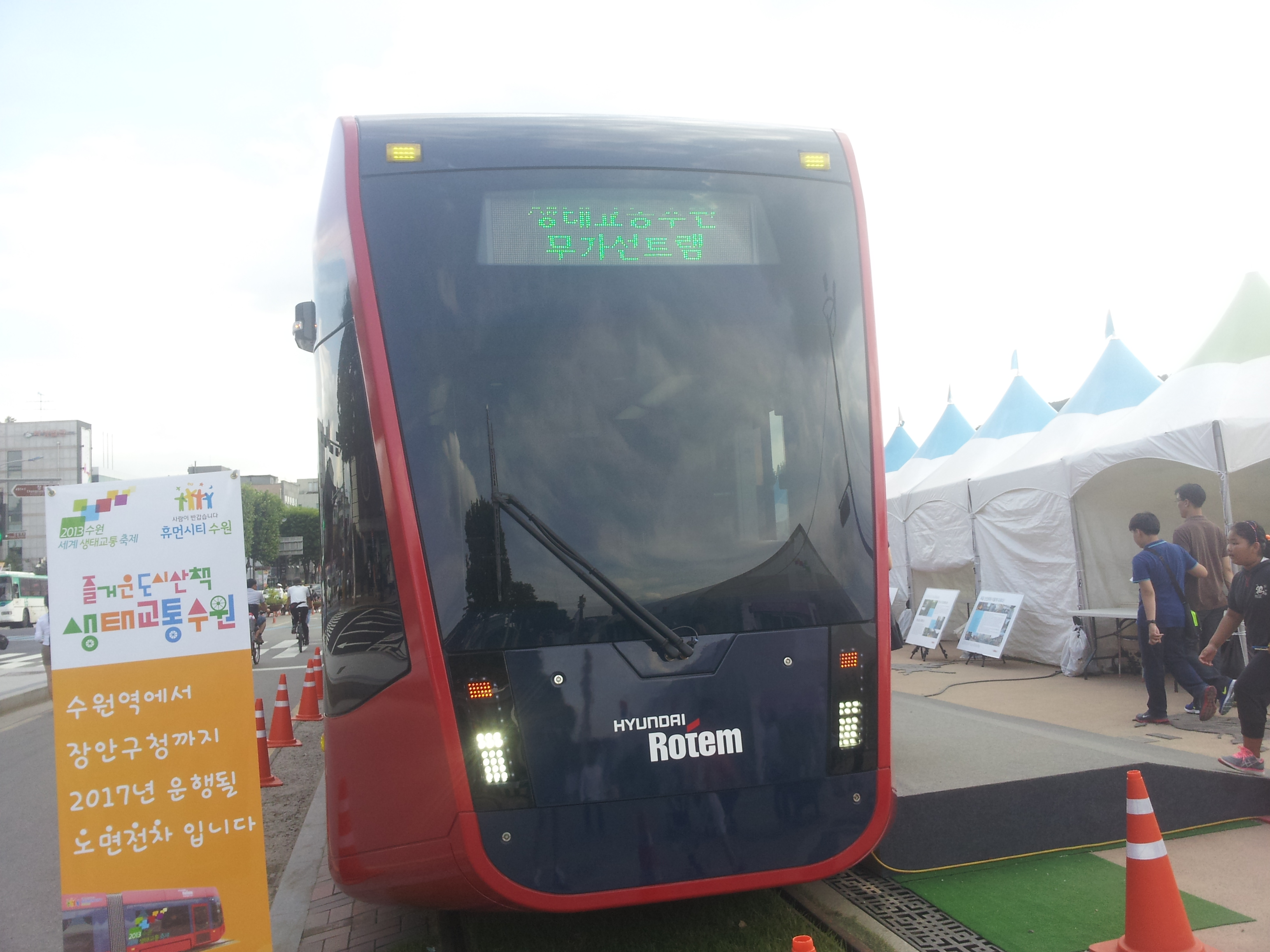
수원시 생태교통전시회에 전시된 무가선 저상 트램
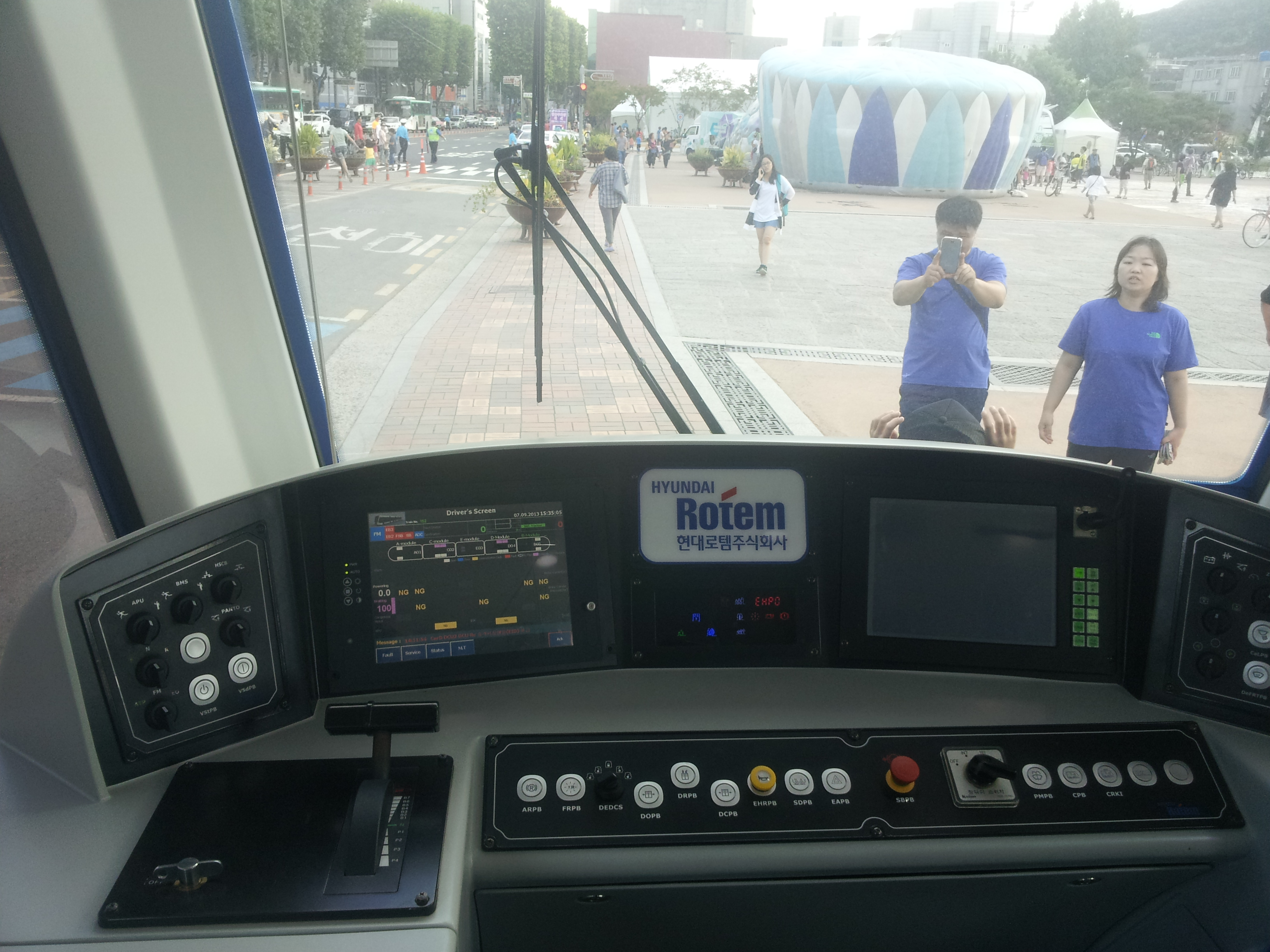
수원시 생태교통전시회에 전시된 무가선 저상 트램 운전실
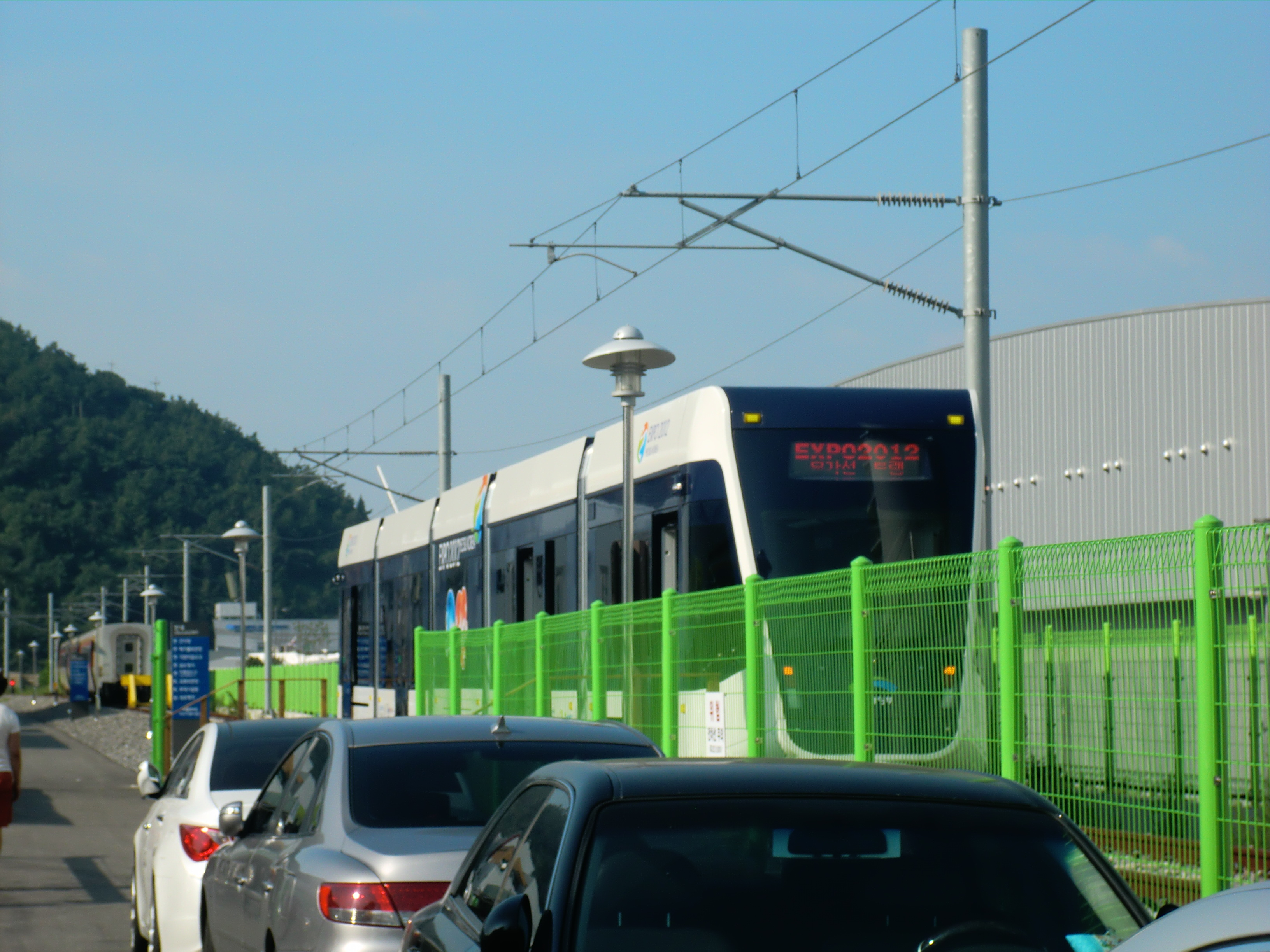
여수 엑스포에 전시된 무가선 저상 트램
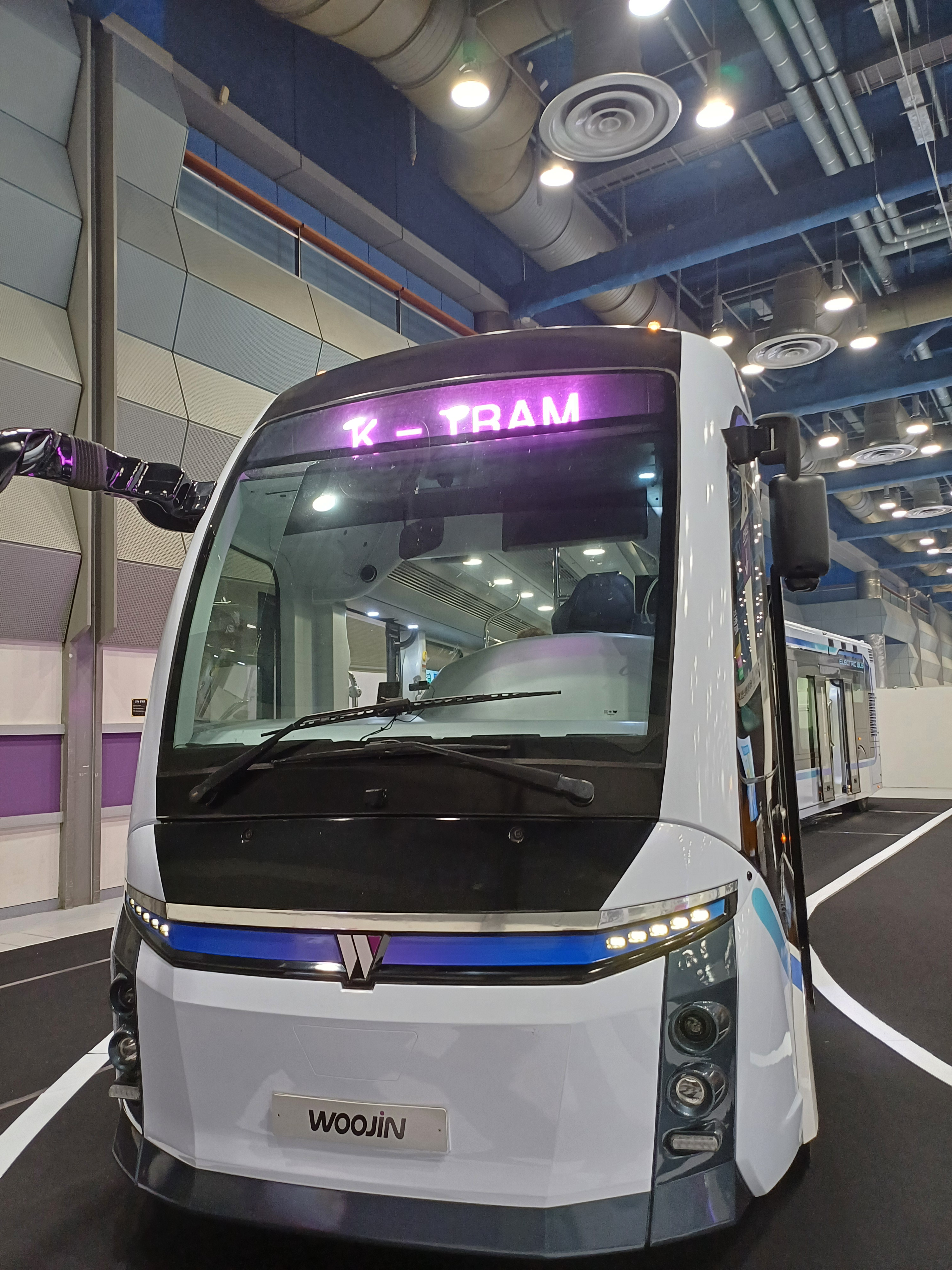
코엑스에 전시된 무가선 저상 트램

### 대체교통수단 검토
최근에 천문학적인 예산이 투입되는 지하철의 대체 교통수단으로 검토되고 있다. 노면전차는 경량전철(輕量電鐵·경전철)의 여러 종류 중 하나로 경전철은 중량전철인 지하철과 구분된다. 지하철보다 건설비가 적게 들고 공사 기간이 짧지만, 수송량은 지하철보다 소량이며, 버스보다는 많다. 한 칸에서 여섯 칸까지 만든다. 속도는 35∼40km/h이다.

## 역사

### 전차발명
전차는 마차철도의 동력인 마력을 대체할 에너지를 생각함으로써 개발되었다. 1879년에 독일의 전기 회사인 지멘스가 베를린 박람회에서의 시험주행을 시작으로, 1881년에는 베를린 교외에서의 운행이 개시되었다. 그 후 1887년에 미국에서 현재와 같은 방식의 노면 전차가 개발되어 사람들의 신뢰를 받으며 보급되었다.

### 유럽
전기 궤도(노면 전차)는 먼저 미국의 각 도시에서 보급되어 유럽 각국으로 뻗어나갔으나 1920년대 미국에서는 자가용이 보급되어 많은 도시에서 폐지되어 간다. 유럽의 일부에서 즉 런던, 파리 등의 도시에서 폐지되었다.

### 구 소련과 서독
한편, 구 소련과 서독 등에서 제2차 세계대전 후에도 노면 전차를 활용했다. 서독에서 소규모 노면 전차는 폐지되었지만, 인구 20만 이상의 도시에서는 환승전철의 투입, 신용카드를 이용한 운임 납부 등의 서비스를 제공하였다. 노선망의 폐지 및 신설도 빈번히 이루어졌고, 교외로의 노선 연장을 추진할 뿐 아니라 중심지의 노선의 지하화 등도 이루어졌다.
이 중 일부는 1960년대 후반 이후 전용 궤도화 등 노선의 고규격화를 추진해 속도의 향상이나 정시성 확보를 실시했다. 프랑크푸르트 U반이나 쾰른, 슈투트가르트 등에 대표되는 이 방식은 슈타트반으로 불리게 되었다.
이 변화는 미국에 영향을 주었다. 1970년대에 들어 미 연방대중교통국에 의해서 '라이트 레일'의 정의가 내려진다. 그 내용은 '대부분을 전용 궤도로 주행하고, 부분적으로 도로상(병용 궤도)을 1량 또는 수 량의 열차가 전기에 의해서 구동되는, 누구라도 용이하게 이용할 수 있는 교통 시스템'이다. 즉 본래 '라이트 레일(LRT)이란 시스템이며, 또 노면을 주행하는 전철인 필요성은 부족한 점에 주의를 필요로 한다. 이것에 수반해 미국 및 (캐나다)에서 라이트 레일이 정비되어 가게 되지만, 안에는 전용 궤도뿐인 노선도 있다. 전반적으로 고속 철도 지향이 강하다.
1980년대가 되면, 프랑스에서 도시내에서의 궤도 시스템 정비의 움직임이 강해져 온다. 프랑스에서는 슈타트반~라이트 레일이 아닌, 병용 궤도율의 비싼 노면 전차를 채용했다. 이것은 후에 다른 유럽에도 퍼져 가지만, 이 것들도 일부에서는 라이트 레일이라고 부르게 되었다.
이와 같이 '라이트 레일'이라는 용어는 미국과 유럽 사이의 뜻과 용례가 서로 다르다.
유럽과 미국에서 이러한 궤도계 교통이 주목받는 배경 중 하나는 시가 중심지에의 사람의 흐름을 확보해 진흥하는 수단으로서 또 환경 파괴를 막는 면에서 가치가 있기 때문이다. 따라서, 그 정비는 토지 이용이나 인구 분포등의 점으로 도시 정책에 제대로 짜넣어지고 있는 것이 상이다. 또, 자가용차를 교외의 주차장에 두어 노면 전차나 버스 등에 갈아 타중심 시가지에 들어가는 파크 앤드 라이드 방식이나, 중심 시가에서 자동차의 노선연장을 금지해 공공 교통과 보행자만을 통행 가능하게 하는 아이디어가 태어나 실행되었다.
차량면에서는 고상 홈이 적은 유럽에서는 1980년대 후반보다 높이를 20~30cm정도로 낮춘 초저상 전철의 개발이 진행되어 바리어 프리화가 촉진되었다. 노면전차는 전기(電氣)로써 움직이는 전기 철도의 일종이기 때문에 대기오염이 없다는 장점이 있다. 그러나 버스에 비해 속력이 느려 교통을 방해할 수도 있다는 단점으로 있다. 또 전기를 배송하기 위한 전선을 설비해야 한다. 한편, 레일을 따라 움직이지 않고 타이어가 있는 바퀴를 쓰는 무궤도전차도 있다(보통의 전차는 궤도전차로 불린다.).

### 한국의 노면전차
서울과 평양, 그리고 부산에서 노면 전차가 운행된 적이 있다. 1882년 미국과 수교를 한 후 1898년에 한성전기회사가 설립되었고, 1899년 석가탄신일에 서대문과 동대문 간의 전차를 개통하였다. 미국인 콜브란은 교토 전철의 설계자인 마키 헤이이치로에게 전차부설의 책임을 맡겼고 그는 오하타 코우노스케와 이시쿠마 노부노유 등을 동반하여 1898년 10월 서울에 들어와 설계와 공사를 시행하였다. 발전소는 동대문 문루 아래에 건설을 하였고, 서대문에서 홍릉까지 단선의 궤도가 부설되었다. 전차는 정원 40인의 일반차 8대와 귀빈용차 1대였다. 그러나, 개통식 후 전차가 어린아이를 치여 죽이고 달아나는 사건이 발생하였는데, 격분한 군중들이 전차를 불태워버렸다. 이 일때문에 전차는 몇달간 운행을 중지하게 되었다.
개통된 전차는 일본의 교토보다 4년이 늦었지만 도쿄보다 3년이 빨랐다. 당시 동경은 비교적 속도가 빠르고 유지비용이 적은 마차철도가 사용되고 있었다. 태국의 수도 방콕도 역시 1894년 철도마차를 대신하여 전기식 전차를 개통하였다. 심훈 작가가 쓴 《상록수》에서 박동혁과 채영신이 언론사 농촌활동가 대회에서 만나 학교 기숙사에 돌아가는 장면에 전차가 나오는 것을 보면, 서민들이 타고다니는 교통수단으로 널리 사용된 것으로 보인다.
근래에 천문학적인 규모의 예산이 들어가는 중량지하철을 대신하는 대중교통수단으로 도입이 건설/검토되고 있다. 위례신도시에서는 2017년부터 노면전차의 일종인 트램이 운행할 예정이며,
한국교통연구원은 경상남도의 의뢰로 용역을 수행한 결과 창원 도시철도의 최적 차량시스템으로 '노면전차'를 꼽았다.

## 법률
이하는 대한민국 법률에서의 노면전차에 대한 설명이다.

### 궤도운송법
궤도운송법에서는 노면전차를 다음과 같이 정의하고 있다.
궤도운송법 시행규칙 제1장 제2조

6. "노면전차"(tram)란 도로 등에 설치한 두 줄의 레일을 따라 궤도차량을 움직여 사람이나 화물을 운송하는 궤도시설을 말한다.

### 도시철도법
도시철도법에서는 노면전차를 도시철도로 규정하고 있다.
도시철도법 제1장 제2조

2. "도시철도"란 도시교통의 원활한 소통을 위하여 도시교통권역에서 건설·운영하는 철도·모노레일·노면전차(路面電車)·선형유도전동기(線形誘導電動機)·자기부상열차(磁氣浮上列車) 등 궤도(軌道)에 의한 교통시설 및 교통수단을 말한다.

또한 노면전차의 건설·운전 및 전용로의 설치 등을 다음과 같이 규정한다.
도시철도법 제1장 제18조의 2<시행일:2017.12.3.>

①  도시철도건설자는 노면전차를 도로에 건설하는 경우 다음 각 호의 노면전차 전용도로 또는 전용차로를 설치하여야 한다.

1. 노면전차 전용도로: 노면전차만이 통행할 수 있도록 분리대, 연석, 그 밖에 유사한 시설물에 의하여 차도 및 보도와 구분하여 설치한 노면전차 도로
2. 노면전차 전용차로: 차도의 일정 부분을 노면전차만 통행하도록 안전표지 등으로 다른 자동차 등이 통행하는 차로와 구분한 차로
② 제1항에도 불구하고 노면전차 전용도로 또는 전용차로의 설치로 인하여 도로 교통이 현저하게 혼잡해질 우려가 있는 등 국토교통부령으로 정하는 사유에 해당하는 경우에는 노면전차와 다른 자동차 등이 함께 통행하는 혼용차로를 설치할 수 있다.

③ 제1항에 따른 노면전차 전용도로와 전용차로 및 제2항에 따른 혼용차로의 설치와 노면전차의 건설·운전 등에 필요한 사항은 국토교통부령으로 정한다.

## 같이 보기
- 서울 전차
- 부산 전차
- 라이트 레일(LRT)
- 무가선트램
- 신교통 시스템
  - 바이모달트램
  - 간선급행버스체계(BRT)
- 경전철
- 대한민국의 노면전차 적용 예정 노선
  - 서울특별시 위례선
  - 경기도 수원시 수원 1호선
  - 경기도 성남시 판교 랜드마크 트램
  - 경기도 화성시 동탄 1호선
  - 경기도 화성시 동탄 2호선
  - 부산 도시철도 오륙도선
  - 부산 도시철도 강서선
  - 부산광역시 정관선
  - 부산광역시 씨베이-파크선
  - 대전광역시 대전 2호선
- 대한민국의 신호등